# Іменини
Імени́ни, наро́дини, день а́нгела, день я́нгола — свято певної особи, що відзначається в день пам'яті християнського святого, чиє ім'я вона має. У побуті іменинами також називають річницю від дня народження.

## Історія святкування
Іменини вважались за важливіше свято, ніж день «тілесного» народження, крім того, в багатьох випадках ці свята практично збігалися, оскільки традиційно дитину несли охрещувати на восьмий день після народження.
Хрещені імена обиралися за церковним календарем. Зазвичай вибір імені обмежувався іменами святих, пам'ять яких відзначалася в день хрещення.
Пізніше, особливо в містах, дітей стали називати іменами, які подобаються, або іменами на честь родичів.
У багатьох народів існувала віра в магічний зв'язок людини та її імені.
У Католицькій Церкві також вважається, що у свято «День усіх святих» іменини святкують усі християни.